# Bokbål i Nazityskland

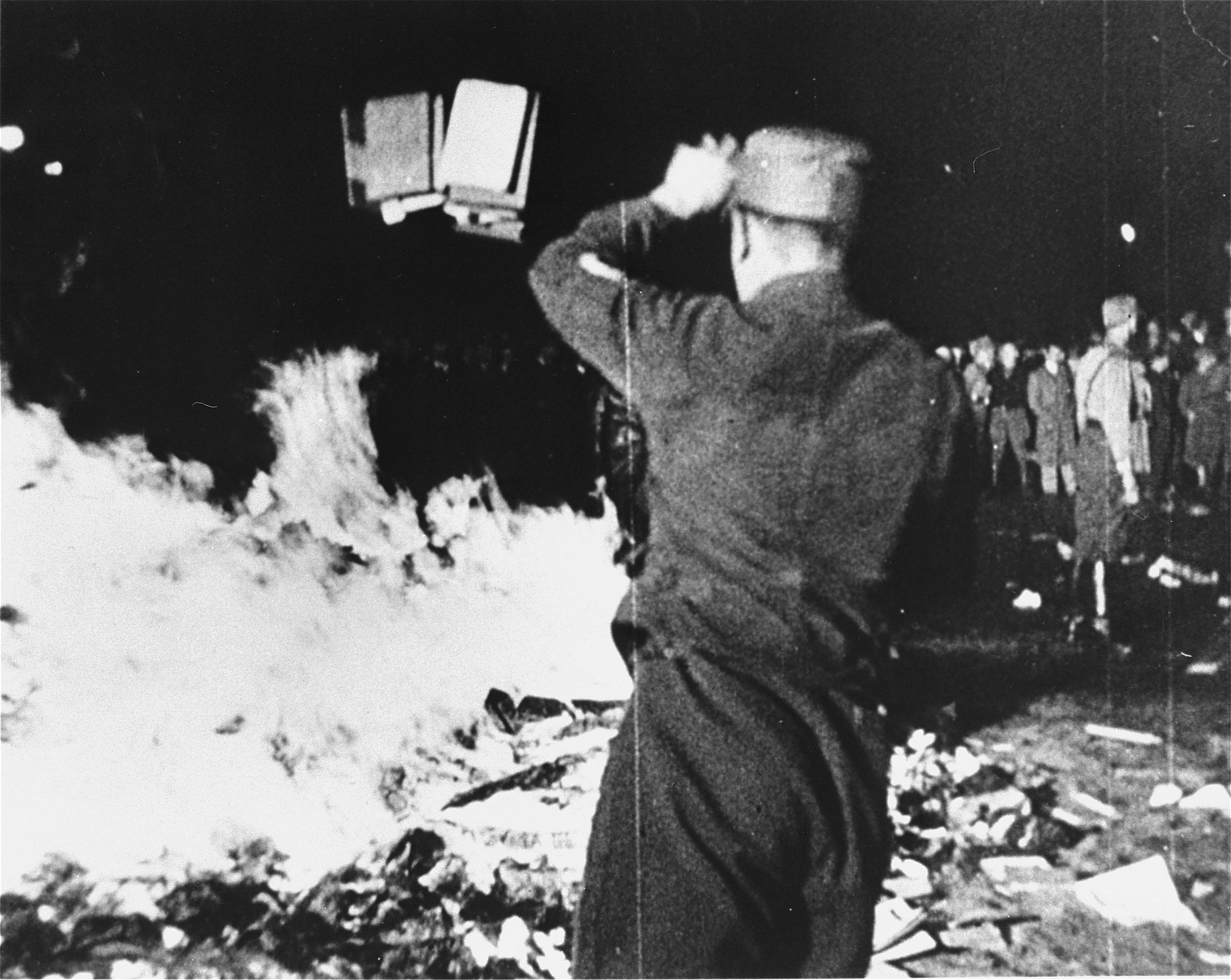
Bokbål på Opernplatz (nuvarande Bebelplatz) i Berlin, Tyskland, den 10 maj 1933.

Bokbålen i Nazityskland utgjorde ett klimax i den nationellt proklamerade aktionen mot "otyskhet" som anslagits av Tyska studentkåren. Det anordnades ett flertal bokbål 1933 och framåt, där verk av författare som ansågs opassande för naziregimen och nazistisk ideologi kastades i elden. Den 6 april 1933 gav Tyska studentkåren, då kontrollerat av Nationalsocialistiska tyska studentförbundet, klartecken till en nationell rensning av "otysk litteratur" och 10 maj samma år ägde de första bokbålen rum.

## Nationell kampanj för bokbränning
| ”                                                       | En tid präglad av extrem judisk intellektualism är nu slut. | „ |
| – Joseph Goebbels, i sitt tal till studenterna i Berlin |                                                             |   |

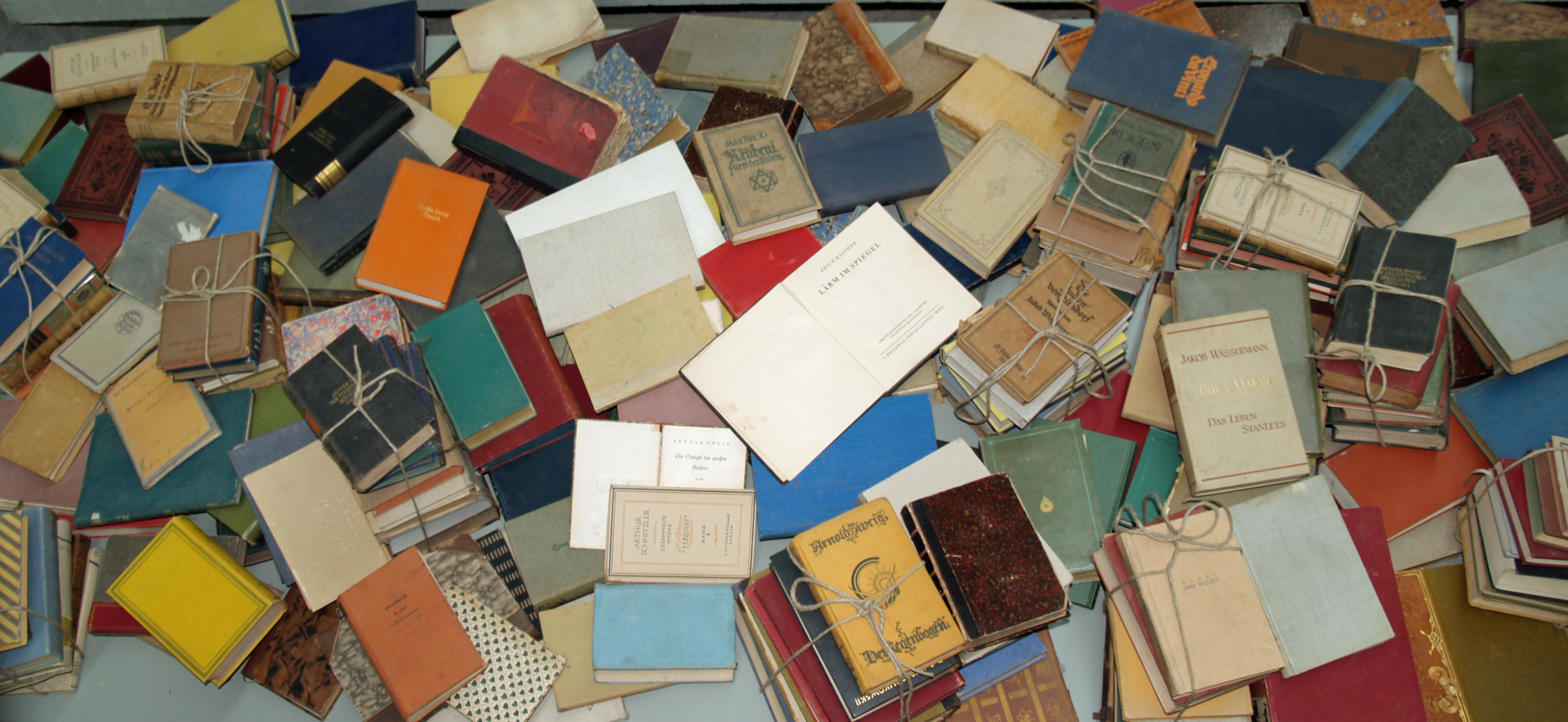
En utställning på Yad Vashem visar exempel på böcker som brändes av nazisterna.

Den 6 april 1933 utropade den Tyska studentkårens nationella avdelning för press och propaganda en landsomfattande aktion mot "otysk litteratur". Denna aktion nådde sitt klimax med bokbålen som skulle rena (säubern) Tyskland. Studentkårens lokalavdelningar hade till uppgift att förse media med pressmeddelanden och färdigskrivna artiklar. De skulle även förmå välkända nazistiska företrädare att tala vid offentliga möten och förhandla om sändningstid i radio. Den 8 april presenterade studentkåren tolv teser som skulle anknyta till det bokbål som hade ägt rum under Wartburgfesten på 300-årsdagen av Luthers 95 teser den 18 oktober 1817. De tolv teserna uppmanade till aktion för ett renat nationellt språk och en renad nationell kultur. Budskap kablades ut genom affischer och plakat som gick till attack mot "judisk intellektualism". De förfäktade samtidigt behovet av att "rena" det tyska språket och den tyska litteraturen och beskrev universitetens centrala roll för tysk nationalism. Kampanjen motiverades av studenterna som ett svar på en världsomspännande judisk konspiration mot Tyskland och smutskastning av tyska värden. 

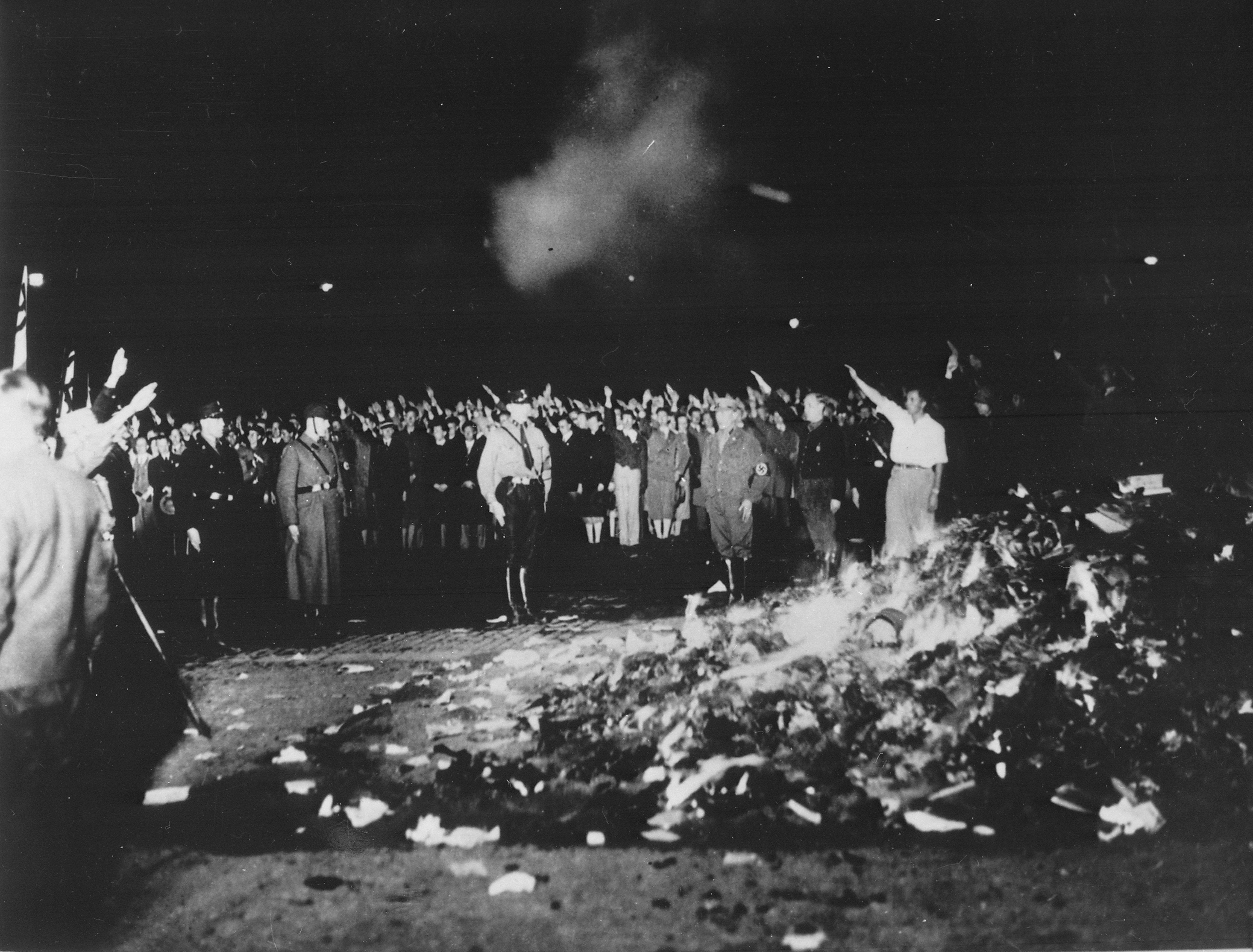
Tyska studenter bränner insamlade "otyska" skrifter och böcker vid Opernplatz på avenyn Unter den Linden den 11 maj 1933.

Sedan medlemmar ur Tyska studentkåren och Nationalsocialistiska tyska studentförbundet den 6 maj 1933 genomfört en attack mot Magnus Hirschfelds forskningsinstitut, Institut für Sexualwissenschaft i centrala Berlin, fördes institutets bibliotek och arkiv under fackeltåg på kvällen den 10 maj till Opernplatz. Liknande fackeltåg genomfördes av nationalistiska studenter i de flesta tyska universitetsstäder och riktade sig mot vad man kallade "otyskheten". Med rituellt hållna föreskrifter skulle höga nazistiska företrädare, professorer, rektorer och studentledare hålla tal. Väl framme vid mötesplatserna började ceremonierna. Studenterna kastade den stulna litteraturen och forskningen, liksom andra oönskade böcker i elden. Musik spelades, sånger sjöngs och besvärjelser förkunnades. I Berlin deltog nära 40 000 människor på Opernplatz för att lyssna till Joseph Goebbels tal. Inför den entusiastiska folksamlingen förkunnade han ett Nej till dekadens och moraliskt förfall! /.../ Ja till anständighet och moral inom familjen och i staten!. Uppåt 20 000 böcker och tidskrifter samt 5 000 bilder förstördes under den symboliska aktionen med dess djupt olycksbådande innebörd. Grunden för ett decennium av statlig censur och kulturell kontroll lades. 

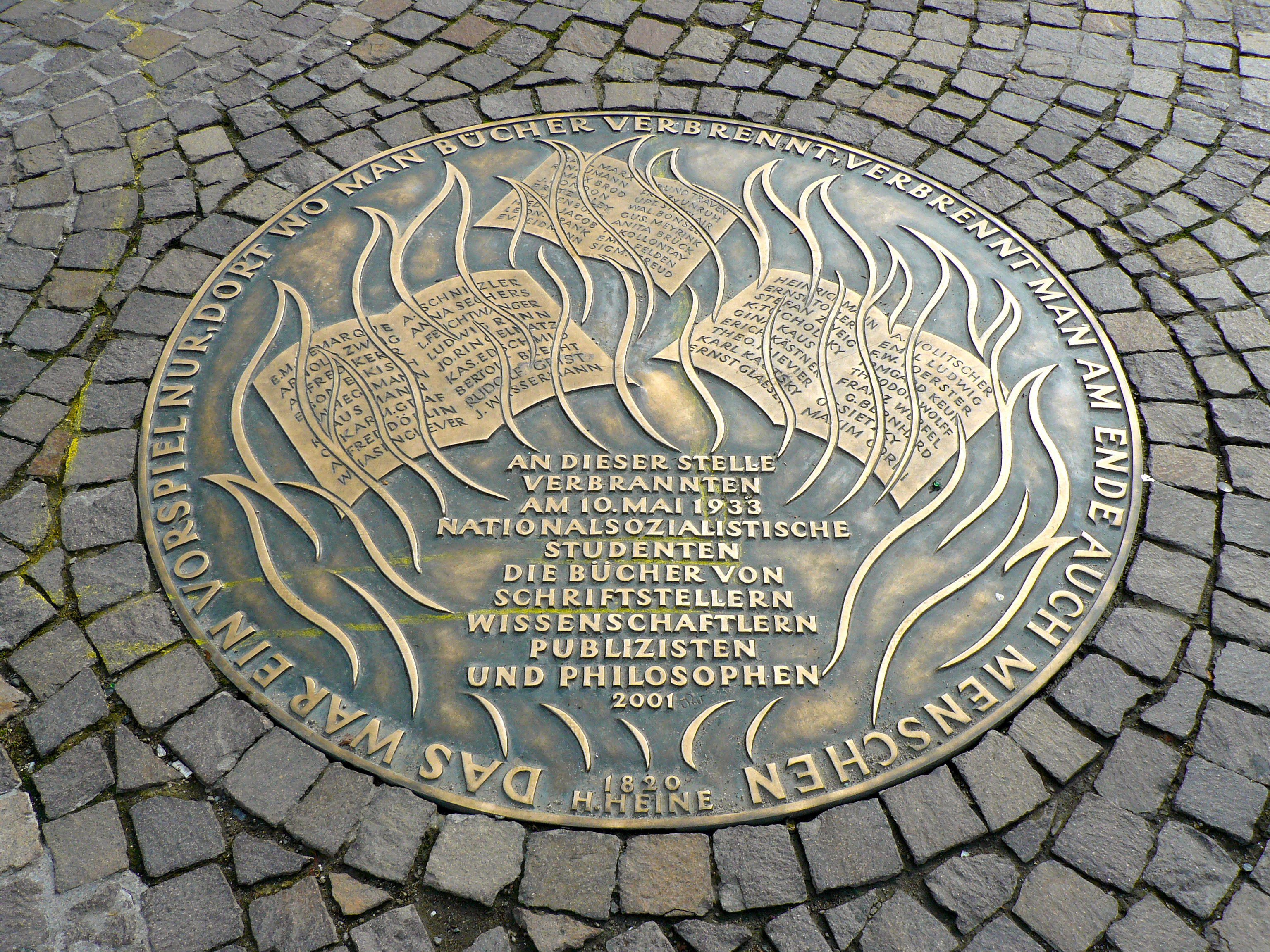
Minnesmärke över bokbålen 1933, på Römerbergs torg framför stadshuset i Frankfurt.

Alla bokbål genomfördes dock inte den 10 maj, vilket från början var den Tyska studentkårens plan. Somliga måste skjutas upp ett par dagar på grund av regn och vissa hölls först på midsommar den 21 juni. "Aktionen mot otyskheten" genomfördes i 34 universitetsstäder och blev en propagandamässig framgång för nazisterna som uppmärksammades på bred front i media. Bland annat från Berlin följdes talen, sångerna och bokbålens ceremoniella utrop och besvärjelser via radio av otaliga tyskar.

## Författare vars böcker brändes
Bland de författare vars böcker brändes av studenterna fanns barnboksförfattare som Lisa Tetzner och proletärförfattare som Martin Andersen Nexø; dramatiker som Bertolt Brecht och idéhistoriskt inflytelserika personer som Karl Marx; politiska motståndare som Theodor Heuss och kända pacifister som Bertha von Suttner; pacifistiska språkrör som tidskriften Die Weltbühne och psykoanalytiker som Sigmund Freud; sexologer som Magnus Hirschfeld och amerikanska krigsskildrare som Ernest Hemingway; judiska berättare som Franz Kafka och naturvetenskapligt inriktade forskare som Albert Einstein. Även verk av en betydligt äldre, radikal poet som Heinrich Heine brändes. I dramat Almansor (1820-21) hade Heine över hundra år tidigare formulerat följande förutseende replik:
| ”                       | Där man bränner böcker, bränner man till slut också människor. | „ |
| – Heinrich Heine, 1821, |                                                                |   |

### Ett urval av författare vars böcker brändes
Här listas ett antal författare vars verk brändes av nazisterna i bokbålen under 1933.
A
- Max Adler
- Sholem Asch

B
- Julius Bab
- Isaak Babel
- Michail Bakunin
- Angelica Balabanoff
- Béla Balázs
- Henri Barbusse
- Max Barthel
- Otto Bauer
- Vicki Baum
- August Bebel
- Johannes R. Becher
- Max Beer
- Richard Beer-Hofmann
- Walter Benjamin
- Eduard Bernstein
- Franz Blei
- Ernst Bloch
- Wilhelm Blos
- Waldemar Bonsels
- Bertolt Brecht
- Max Brod
- Ferdinand Bruckner
- Nikolaj Bucharin

C
- Richard Nikolaus von Coudenhove-Kalergi
- Richmal Crompton

D
- Eugène Dabit
- Julius Deutsch
- Wilhelm Dittmann
- Otto Dix
- Theodore Dreiser
- Alfred Döblin

E
- Kasimir Edschmid
- Ilja Ehrenburg
- Albert Ehrenstein
- Albert Einstein
- Kurt Eisner
- Friedrich Engels
- Hanns Heinz Ewers

F
- Alexander Fadejev
- Konstantin Fedin
- Lion Feuchtwanger
- Vera Figner
- Marieluise Fleißer
- Friedrich Wilhelm Foerster
- Leonhard Frank
- Sigmund Freud
- Alfred Fried

G
- Hellmut von Gerlach
- André Gide
- Fjodor Gladkov
- Ernst Glaeser
- Yvan Goll
- Maksim Gorkij
- George Grosz

H
- Maximilian Harden
- Jaroslav Hašek
- Walter Hasenclever
- John Heartfield
- Werner Hegemann
- Heinrich Heine
- Ernest Hemingway
- Georg Hermann
- Hermann Hesse
- Theodor Heuss
- Rudolf Hilferding
- Magnus Hirschfeld
- Ödön von Horvath

I
- Ilja Ilf
- Vera Inber
- Vsevolod Ivanov

J
- Heinrich Eduard Jacob
- James Joyce
- Franz Jung

K
- Franz Kafka
- Georg Kaiser
- Erich Kästner
- Valentin Katajev
- Karl Kautsky
- Helen Keller
- Alfred Kerr
- Irmgard Keun
- Egon Erwin Kisch
- Kurt Kläber
- Aleksandra Kollontaj
- Karl Korsch
- Karl Kraus
- Michail Kuzmin

L
- Gustav Landauer
- Ferdinand Lassalle
- Vladimir Lenin
- Theodor Lessing
- Alexander Lernet-Holenia
- Karl Liebknecht
- Wilhelm Liebknecht
- Jack London
- Georg Lukács
- Anatolij Lunatjarskij
- Rosa Luxemburg

M
- Heinrich Mann
- Klaus Mann
- Thomas Mann
- Ludwig Marcuse
- Karl Marx
- Vladimir Majakovskij
- Franz Mehring
- Gustav Meyrink
- Ludwig von Mises
- Erich Mühsam
- Hermann Müller
- Robert Musil

N
- Aleksandr Neverov
- Martin Andersen Nexø
- Gustav Noske
- Ernst Erich Noth

O
- Franz Oppenheimer
- Carl von Ossietzky

P
- Anton Pannekoek
- John Dos Passos
- Erwin Piscator
- Alfred Polgar
- Hugo Preuss
- Marcel Proust

R
- Gustav Radbruch
- Walther Rathenau
- John Reed
- Gustav Regler
- Wilhelm Reich
- Eugen Relgis
- Erich Maria Remarque
- Ludwig Renn
- Karl Renner
- Joachim Ringelnatz
- Aleksandr Tarasov-Rodionov
- Romain Rolland
- Joseph Roth

S
- Nelly Sachs
- Felix Salten
- Arthur Schnitzler
- Anna Seghers
- Aleksandr Serafimovitj
- Upton Sinclair
- Fjodor Sologub
- Josef Stalin
- Carl Sternheim
- Otto Suhr
- Bertha von Suttner

T
- Lisa Tetzner
- Paul Tillich
- Ernst Toller
- B. Traven
- Lev Trotskij
- Kurt Tucholsky

V
- Theodoor Hendrik van de Velde
- Heinrich Vogeler

W
- Jakob Wassermann
- Erich Weinert
- Grete Weiskopf
- H.G. Wells
- Franz Werfel
- Karl Wittfogel
- Friedrich Wolf

Z
- Clara Zetkin
- Grigorij Zinovjev
- Émile Zola
- Arnold Zweig
- Stefan Zweig

## Avnazifiering
År 1946, när det allierade kontrollrådet hade tagit makten i Tyskland efter andra världskrigets slut, sammanställdes en lista på över 30 000 opassande boktitlar med nazistisk karaktär. Det var allt från skolböcker till poesi, liksom över hundra år gamla verk som general Carl von Clausewitz Om kriget. De beslagtogs och förstördes i miljontal. Företrädare för det militära direktoratet erkände att handlingen i sak inte skilde sig från nazisternas bokbål. Konstverk som gav uttryck för nazistisk dominans och militarism mötte samma censur. De förbjöds och togs bort från det offentliga rummet. Utfärdade direktiv kunde tolkas vitt och brett, vilket medförde att tusentals målningar förstördes och ännu fler skickades till förvaring i USA. Där finns de än idag.